# Tuberarcturus cactiformis
Tuberarcturus cactiformis är en kräftdjursart som först beskrevs av Oleg Grigor'evich Kussakin 1967.  Tuberarcturus cactiformis ingår i släktet Tuberarcturus och familjen Antarcturidae. Inga underarter finns listade i Catalogue of Life.